# 懸鉤子皮粉蝨
懸鉤子皮粉蝨（学名：Pealius rubi）为粉蝨科皮粉蝨屬下的一个种。